# Saison 2020 de l'équipe cycliste Israel Start-Up Nation
La saison 2020 de l'équipe cycliste Israel Start-Up Nation est la sixième de cette équipe.

## Coureurs et encadrement technique

### Arrivées et départs
| Coureur            | Provenance                       | Durée contrat |
| ------------------ | -------------------------------- | ------------- |
| Jenthe Biermans    | Katusha-Alpecin                  | 2020-2022     |
| Alex Dowsett       | Katusha-Alpecin                  | 2020          |
| André Greipel      | Arkéa-Samsic                     | 2020-2022     |
| Hugo Hofstetter    | Cofidis                          | 2020-2021     |
| Reto Hollenstein   | Katusha-Alpecin                  | 2020          |
| Dan Martin         | UAE Emirates                     | 2020-2021     |
| Travis McCabe      | Floyd's Pro Cycling              | 2020          |
| Daniel Navarro     | Katusha-Alpecin                  | 2020          |
| James Piccoli      | Elevate-Webiplex                 | 2020-2022     |
| Nils Politt        | Katusha-Alpecin                  | 2020          |
| Alexis Renard      | Néo-pro (Israel Cycling Academy) | 2020-2021     |
| Patrick Schelling  | Vorarlberg-Santic                | 2020          |
| Rory Sutherland    | UAE Emirates                     | 2020          |
| Norman Vahtra      | Néo-pro (Cycling Tartu)          | 2020-2021     |
| Mads Würtz Schmidt | Katusha-Alpecin                  | 2020-2022     |
| Rick Zabel         | Katusha-Alpecin                  | 2020-2022     |

| Coureur            | Nouvelle équipe          | Durée contrat |
| ------------------ | ------------------------ | ------------- |
| Edwin Ávila        | Israel Cycling Academy   | 2020          |
| Clément Carisey    | Pro Immo Nicolas Roux    | 2020          |
| Zakkari Dempster   | Retraite                 |               |
| Conor Dunne        | Retraite                 |               |
| Nathan Earle       | Ukyo                     | 2020          |
| Sondre Holst Enger | Riwal Securitas          | 2020          |
| Awet Gebremedhin   | Israel Cycling Academy   | 2020          |
| Roy Goldstein      | Retraite                 |               |
| August Jensen      | Riwal Securitas          | 2020          |
| Riccardo Minali    | Nippo Delko One Provence | 2020          |
| Benjamin Perry     | Israel Cycling Academy   | 2020          |
| Rubén Plaza        | Retraite                 |               |
| Kristian Sbaragli  | Alpecin-Fenix            | 2020          |
| Hamish Schreurs    |                          |               |
| Daniel Turek       | Israel Cycling Academy   | 2020          |
| Dennis van Winden  |                          |               |

### Effectif de cette saison
| Coureur            | Date de Nais.               | Equipe en 2019         | Cont. | V |
| ------------------ | --------------------------- | ---------------------- | ----- | - |
| Matteo Badilatti   | 30 juillet 1992 (28 ans)    | Israel Cycling Academy | 2020  | 0 |
| Rudy Barbier       | 18 décembre 1992 (28 ans)   | Israel Cycling Academy | 2022  | 2 |
| Jenthe Biermans    | 30 octobre 1995 (25 ans)    | Katusha-Alpecin        | 2022  | 0 |
| Guillaume Boivin   | 25 mai 1989 (31 ans)        | Israel Cycling Academy | 2020  | 0 |
| Matthias Brändle   | 7 décembre 1989 (31 ans)    | Israel Cycling Academy | 2022  | 1 |
| Alexander Cataford | 1er septembre 1993 (27 ans) | Israel Cycling Academy | 2022  | 0 |
| Davide Cimolai     | 13 août 1989 (31 ans)       | Israel Cycling Academy | 2021  | 0 |
| Alex Dowsett       | 3 octobre 1988 (32 ans)     | Katusha-Alpecin        | 2020  | 1 |
| Itamar Einhorn     | 20 septembre 1997 (23 ans)  | Israel Cycling Academy | 2021  | 1 |
| Omer Goldstein     | 13 août 1996 (24 ans)       | Israel Cycling Academy | 2020  | 0 |
| André Greipel      | 16 juillet 1982 (38 ans)    | Arkéa-Samsic           | 2022  | 0 |
| Ben Hermans        | 8 juin 1986 (34 ans)        | Israel Cycling Academy | 2021  | 0 |
| Hugo Hofstetter    | 13 février 1994 (26 ans)    | Cofidis                | 2021  | 1 |
| Reto Hollenstein   | 22 août 1985 (35 ans)       | Katusha-Alpecin        | 2020  | 0 |
| Dan Martin         | 20 août 1986 (34 ans)       | UAE Emirates           | 2020  | 1 |

| Coureur            | Date de Nais.             | Equipe en 2019                 | Cont. | V |
| ------------------ | ------------------------- | ------------------------------ | ----- | - |
| Travis McCabe      | 12 mai 1989 (31 ans)      | Floyd's Pro Cycling            | 2020  | 0 |
| Daniel Navarro     | 18 juillet 1983 (37 ans)  | Katusha-Alpecin                | 2020  | 0 |
| Krists Neilands    | 18 août 1994 (26 ans)     | Israel Cycling Academy         | 2021  | 0 |
| Guy Niv            | 8 mars 1994 (26 ans)      | Israel Cycling Academy         | 2020  | 0 |
| James Piccoli      | 5 septembre 1991 (29 ans) | Elevate-Webiplex               | 2022  | 0 |
| Nils Politt        | 6 mars 1994 (26 ans)      | Katusha-Alpecin                | 2020  | 0 |
| Mihkel Räim        | 3 juillet 1993 (26 ans)   | Israel Cycling Academy         | 2020  | 1 |
| Alexis Renard      | 1er juin 1999 (21 ans)    | Israel Cycling Academy (Stag.) | 2021  | 0 |
| Guy Sagiv          | 5 décembre 1994 (26 ans)  | Israel Cycling Academy         | 2020  | 1 |
| Patrick Schelling  | 1er mai 1990 (30 ans)     | Vorarlberg-Santic              | 2020  | 0 |
| Rory Sutherland    | 8 février 1982 (38 ans)   | UAE Emirates                   | 2020  | 0 |
| Norman Vahtra      | 23 novembre 1996 (24 ans) | Néo-pro (Cycling Tartu)        | 2020  | 1 |
| Tom Van Asbroeck   | 19 avril 1990 (30 ans)    | Israel Cycling Academy         | 2022  | 0 |
| Mads Würtz Schmidt | 19 avril 1990 (30 ans)    | Katusha-Alpecin                | 2022  | 0 |
| Rick Zabel         | 7 décembre 1993 (27 ans)  | Katusha-Alpecin                | 2022  | 0 |

## Bilan de la saison

### Victoires sur la saison
| #       | Date         | Course                                                            | Catégorie            | Vainqueur        | Pays      | Lieu                 |
| ------- | ------------ | ----------------------------------------------------------------- | -------------------- | ---------------- | --------- | -------------------- |
| 1       | 26 janvier   | 1re étape du Tour de San Juan                                     | UCI ProSeries        | Rudy Barbier     | Argentine | San Juan             |
| 2       | 20 février   | 1re étape du Tour d'Antalya                                       | UCI Europe Tour      | Mihkel Räim      | Turquie   | Antalya              |
| 3       | 3 mars       | Le Samyn                                                          | UCI Europe Tour      | Hugo Hofstetter  | Belgique  | Dour                 |
| 4       | 20 août      | Championnats d'Estonie sur route                                  | Championnat national | Norman Vahtra    | Estonie   | Keila                |
| 5       | 23 août      | Championnats d'Autriche du contre-la-montre                       | Championnat national | Matthias Brändle | Autriche  | Lutzmannsburg        |
| [ N 1 ] | 9 septembre  | 1re étape de la Course de Solidarność et des champions olympiques | UCI Europe Tour      | Itamar Einhorn   | Pologne   | Sędziszów Małopolski |
| 6       | 19 septembre | 4e étape du Tour de Slovaquie                                     | UCI Europe Tour      | Rudy Barbier     | Slovaquie | Skalica              |
| 7       | 10 octobre   | 8e étape du Tour d'Italie                                         | UCI World Tour       | Alex Dowsett     | Italie    | Vieste               |
| 8       | 22 octobre   | 3e étape du Tour d'Espagne                                        | UCI World Tour       | Dan Martin       | Espagne   | Vinuesa              |
| 9       | 6 novembre   | Championnats d'Israël du contre-la-montre                         | Championnat national | Guy Sagiv        | Israël    |                      |
| 10      | 21 novembre  | Champion d'Israël sur route                                       | Championnat national | Omer Goldstein   | Israël    |                      |